# Ignacia Baeza
María Ignacia Baeza Hidalgo (Santiago, 23 de mayo de 1983) es una actriz de teatro y televisión chilena.

## Carrera
Estudió en el Colegio Villa María Academy de Santiago, y egresó de la Escuela de Teatro de la Universidad Finis Terrae. 
Su debut en televisión fue en 2008 en la telenovela chileno-puertorriqueña de Canal 13 Don amor protagonizando a Chantal Acevedo. Al año siguiente, se integró al elenco de la telenovela musical juvenil Corazón rebelde, donde interpretó a Daniela, la profesora de educación física del Alto Santiago. Al terminar las grabaciones termina su contrato con Canal 13.
En 2010, es contratada por la cadena televisiva TVN, para ser parte de la teleserie bicentenario Martín Rivas, interpretando a Matilde Elías. Posteriormente en enero de 2011 participa en la serie de suspenso Cumpleaños donde es novia de un homosexual. En el mismo año toma un rol antagónico en la teleserie Témpano, interpretando su primer rol antagónico, Catalina Grau.
Durante 2012 participa en la producción nocturna Reserva de familia, interpretando a Sara García su segundo rol antagónico, y en Solamente Julia como Ángela García, su tercer rol protagónico. Luego de esta última telenovela, tiene un embarazo de mellizos, por lo que el 2014 estuvo inactiva en la televisión para la crianza de sus hijos. El 2015 regresa a las teleseries e interpreta a María de los Ángeles Urmeneta en la nocturna La Poseída.
A principios de 2016 debido a la crisis de TVN, Ignacia junto a otros actores del Área Dramática quedan fuera del canal estatal. Ese año, firmó contrato con la cadena Mega, haciendo su debut en dicho canal en la conmovedora telenovela Amanda, allí interpretó a Josefina Undurraga; seguido de su participación en la segunda temporada de Perdona nuestros pecados.
En 2018, regresó a Canal 13 y formó parte del elenco de Pacto de sangre, que en solo seis meses de emisión, recibió un gran número de premios y nominaciones. Gracias a su papel como María Trinidad Errázuriz "La Trini", obtuvo 2 nominaciones en los Copihue de Oro como Mejor actriz popular en los año 2018 y 2019, además de gana el premio a Mejor actriz protagónica en los premios Caleuche.
Años después, regresaría a Mega para participar en las telenovelas La ley de Baltazar y Generación 98; siendo hasta el momento, su última participación es en la exitosa e icónica telenovela dramática y de época ganadora de premios El señor de La Querencia, allí interpreta a Mercedes Amenábar de los Ríos, prima de Leonor, personaje interpretado por María Gracia Omegna, además comparte escenas con la propia María Gracia, Francisco Dañobeitía y Paula Luchsinger. 

## Filmografía
| Año       | Título                   | Papel              | Notas        |
| --------- | ------------------------ | ------------------ | ------------ |
| 2008      | Don Amor                 | Chantal Acevedo    |              |
| 2009      | Corazón Rebelde          | Daniela Leyton     |              |
| 2010      | Martín Rivas             | Matilde Elías      |              |
| 2011      | Témpano                  | Catalina Grau      |              |
| 2012      | Reserva de Familia       | Sara García        |              |
| 2013      | Solamente Julia          | Ángela García      |              |
| 2015      | La Poseída               | Ángeles Urmeneta   |              |
| 2016–2017 | Amanda                   | Josefina Undurraga |              |
| 2017      | Dime quién fue           | Clara Castillo     | 15 episodios |
| 2017      | Perdona nuestros pecados | Julieta Romero     | 55 episodios |
| 2018–2019 | Pacto de Sangre          | Trinidad Errázuriz |              |
| 2021      | La torre de Mabel        | Laura Elizondo     |              |
| 2022–2023 | La ley de Baltazar       | Sofía Mondaca      |              |
| 2023–2024 | Generación 98            | Loreto del Valle   |              |
| 2024      | El señor de La Querencia | Mercedes Amenábar  |              |
| 2025–2026 | Reunión de superados     | Matilde Manríquez  |              |

### Series
- Cumpleaños (TVN, 2011) - María Paz Granados

## Programas de televisión
- Buenos días a todos (TVN, 2013) - Invitada

## Publicidad
- Donasept (2009) - Protagonista junto a Carolina Varleta y Mario Kreutzberger.
- Huawei  Falabella

## Teatro
- 2011: Gladys - Lucía
- 2016: Cerati: Nada Personal - Ángeles

## Premios y nominaciones
Premios Caleuche
| Año  | Categoría                | Trabajo         | Resultado |
| ---- | ------------------------ | --------------- | --------- |
| 2019 | Mejor actriz protagónica | Pacto de sangre | Ganadora  |

Copihue de Oro
| Año  | Categoría            | Trabajo         | Resultado |
| ---- | -------------------- | --------------- | --------- |
| 2018 | Mejor actriz popular | Pacto de sangre | Nominada  |
| 2019 | Mejor actriz popular | Pacto de sangre | Nominada  |